# Joshua Cohen
Joshua Aaron Cohen (Somer Point, Nova Jersey, 6 de setembre de 1980) és un novel·lista i escriptor nord-americà. A banda d'escriptor, també és traductor d'alemany i hebreu a l'anglès.

## Carrera professional
Cohen va créixer a Atlantic City, va passar els estius a Cape May, Nova Jersey i va anar a l'escola a la Trocki Hebrew Academy. Actualment viu a Red Hook, Brooklyn.
Va assistir a l'Escola de Música de Manhattan i va estudiar composició. El 2017, la revista Granta el va incloure a la seva llista decennal dels Millors Joves Escriptors Americans.
Les obres de Cohen han rebut diferents reconeixements. Witz va ser nomenat Best Book of 2010 per The Village Voice. Four New Messages va ser nomenat Best Book of 2012 per The New Yorker. Book of Numbers va ser nomenat Best Book of 2015 per The Wall Street Journal, NPR i New York Magazine.
Els seus assaigs han aparegut a Harper's, The New York Times, The New Republic, The New York Times Book Review, Bookforum, The Jewish Daily Forward, Nextbook, Tablet Magazine, Triple Canopy (revista en línia), Denver Quarterly, The Believer, The New York Observer i The London Review of Books, entre d'altres.
Cohen també va ser crític literari per a Harper's.

## Obres

### Novel·les
- Cadenza for the Schneidermann Violin Concerto (2007)
- A Heaven of Others (2008)
- Witz (2010)[6]
- Book of Numbers (2015)
- Moving Kings (2017), traduït al castellà com Los reyes de la mudanza, De Conatus Editorial[7][8]

- "PCKWCK" (2015)
- The Netanyahus (2021), traduït al castellà com Los Netanyahus, De Conatus Editorial.

### Obres curtes

#### Collections
- The Quorum (2005) (completed in 2001)
- Aleph-Bet: An Alphabet for the Perplexed (2007)
- Bridge & Tunnel (& Tunnel & Bridge) (2010)
- Four New Messages (2012)

### No ficció
- Attention: Dispatches from a Land of Distraction (2018)